# Piknik (film 1967)
Piknik (ang. Clambake) – amerykański film z 1967 roku w reżyserii Arthura H. Nadela z udziałem Elvisa Presleya w roli głównej.

## Obsada
- Elvis Presley